# Beast Boy
Beast Boy lub Changeling (jego alter ego Garfield Mark „Gar” Logan) – fikcyjna postać (superbohater) znana z serii komiksów o przygodach Doom Patrol i Młodych Tytanów, wydawanych przez DC Comics. Autorami postaci są Arnold Drake i Bruno Premiani, zadebiutował on w magazynie Doom Patrol vol 1. #99 (listopad 1965).
Garfield Logan jest nadczłowiekiem obdarzonym mocą przeobrażania się w dowolne zwierzę jakie ujrzy. Wówczas nie tylko przybiera wygląd stworzenia, ale także jego zdolności i siłę. Wpierw związany był z drużyną Doom Patrol, później dołączył do odnowionej New Teen Titans, złożonej przede wszystkim z nastoletnich pomagierów członków Justice League, oraz innych młodych superbohaterów. Charakterystyczną cechą postaci jest zielona sierść, która pokrywa jego ciało. Wprowadzony do odnowionego uniwersum po restarcie w 2011 (New 52), Garfield zmienił kolor skóry na czerwony, jednak w 2014 przywrócono jego klasyczny kolor sierści.
Beast Boy poza komiksem występował także w serialach i filmach animowanych, a także grach komputerowych, będących adaptacjami komiksów DC Comics. Pierwszy raz na srebrnym ekranie zadebiutował w serialu animowanym Młodzi Tytani (Teen Titans). W Polsce za sprawą tegoż serialu znany jest powszechnie jako Bestia. Później gościł jeszcze w animacjach Liga Młodych (Young Justice), oraz Młodzi Tytani: Akcja! (Teen Titans Go!).

## Opis postaci
Genezę Beast Boya po raz pierwszy przedstawiono w historii The Fantastic Origin of Beast Boy! z komiksu Doom Patrol vol. 1 #100. Garfield urodził się w rodzinie genetyków, która prowadziła badania w Afryce. Będąc dzieckiem został ugryziony przez jedno ze zwierząt laboratoryjnych i zarażony egzotycznym wirusem o nazwie Sakutia. Jego rodzicom udało się go wyleczyć, jednak efektem ubocznym podania serum były nieodwracalne zmiany w jego organizmie. Pigmentacja jego skóry i włosów zmieniły kolor na zielony, zaś jego organizm mógł odtąd przybierać formę każdego napotkanego zwierzęcia. Po śmierci jego rodziców został zaadoptowany przez małżeństwo superbohaterów – Elasti-Woman (Ritę Farr) i Mento (Steve’a Daytona) z Doom Patrol. Po zakończeniu przygody w szeregach Doom Patrol (wtedy to zyskał przezwisko Beast Boy), jego następnym zajęciem stało się aktorstwo i zaczął występować w serialu science-fiction pod tytułem „Space Trek 2022”, jako kosmita. Wkrótce potem Garfield przyłącza się na krótko do drużyny Teen West.
W końcu Garfield dołączył do odnowionego składu Teen Titans (obok niego nowymi członkami drużyny byli: Starfire, Cyborg i Raven). Wówczas zyskał on nowy pseudonim – Changeling. Jego lekkomyślne zachowanie i ciągłe błazenady odbijały się na relacjach z resztą drużyny, w której to jego najlepszym przyjacielem stał się Cyborg. Mimo iż zazwyczaj przedstawiano tę postać jako pełnego humoru chłopaka, to w rzeczywistości jego historia była pełna dramatycznych wydarzeń. Gar ponownie musiał przeżyć śmierć rodzica, a mianowicie jego przybranej matki, Elasti-Woman, która została zamordowana. Kolejnym ciosem dla niego była nieszczęśliwsza miłość do nowej członkini Nowych Tytanów – Terry. Tragicznym finałem tej miłości było wyjście na jaw jej zdrada na rzecz Deathstroke'a, a później jej śmierć. Przyszło mu się także zmierzyć z ojczymem – Mento, który popadł w szaleństwo.
Po wydarzeniach z crossoveru Infinite Crisis, Garfield na krótko dołączył do reaktywowanego Doom Patrol, by później ponownie związać się z Tytanami.

### Moce i zdolności
Beast Boy posiada moc przeobrażania się w każde zwierzę jakie pozna. Dotyczy to zarówno żyjącej obecnie fauny (np. goryl, gepard, orzeł, wąż, rekin), przedstawicieli wymarłej fauny (np. dinozaury), jak również stworzeń pochodzenia pozaziemskiego lub wywodzących się z mitologii. Przejmuje nie tylko ich wygląd, ale także masę i rozmiary, siłę, szybkość, latanie i wszystkie inne cechy jakie posiada dane zwierzę. Bez względu na to w jaki rodzaj zwierzęcia się przemieni, jego skóra dalej pozostanie zielona.

## Wersje alternatywne
Beast Boy pojawił się w niektórych komiksach z imprintu Elseworlds, oraz w innych seriach które przedstawiają znanych bohaterów uniwersum DC w zupełnie innych realiach i czasach:
- W Przyjdź Królestwo (Kingdom Come) autorstwa Marka Waida i Alexa Rossa, Garfield Logan jest zdolny przemieniać się wyłącznie w mityczne stworzenia i zmienia swój dotychczasowy pseudonim na Menagerie.
- W historii komiksowej zatytułowanej Titans Tomorrow (wydanej w magazynie Teen Titans vol. 3 #17-19), Garfield w alternatywnej przyszłości zmienił swój dotychczasowy pseudonim na Animal Man i walczył z grupą, która chciała uczynić Stany Zjednoczone państwem policyjnym. Jego wygląd w przyszłości zmienił się na bardziej brutalny. Musiał także stawić czoła, że w ciągu kilkudziesięciu lat do życia na nowo została wskrzeszona Terra, która dołączyła do jego przeciwników. Dzięki zdolności podziału komórki ameby, był w stanie duplikować swoje zwierzęce formy.

## W innych mediach

### Seriale i filmy aktorskie

#### Titans
- W serialu Titans, Beast Boy jest jedną z głównych postaci.

### Seriale i filmy animowane

#### DC Animated Universe
- W serialu animowanym Static Shock, tworzącym DC Animated Universe (DCAU), Beast Boy zostaje wspomniany w odcinku Romeo in the Mix[10].

#### Teen Titans
- W serialu animowanym Młodzi Tytani (Teen Titans), Beast Boy (w Polsce nazywany Bestią), został przedstawiony jako zmiennokształtny członek Młodych Tytanów, Bez przerwy stara się zaimponować reszcie drużyny, która traktuje go jako niedojrzałego, lekkomyślnego i zbyt porywczego młodzieńca, a jego wkład w działalność zespołu jest rzadko doceniany. Jego najlepszym przyjacielem jest Cyborg. Z powodu swoich umiejętności przybierania najrozmaitszych form zwierzęcych, Bestia jest weganem. W premierowych odcinkach piątego sezonu zatytułowanych Homecoming, pokazano czasy, w których Bestia był członkiem Doom Patrol. W drugim sezonie (którego główny wątek fabularny bazuje na historii komiksowej The Judas Contract[11]), Bestia poznaje Terrę, w której się zakochuje. Później jego miłość do Terry zostaje wystawiona na próbę, gdyż złoczyńca Slade przeciąga ją na swoją stronę. W finałowych odcinkach tego sezonu zatytułowanych Niewyrównane rachunki (Aftershock), Bestia jest świadkiem tragicznej śmierci Terry. Wątek miłości Bestii do Terry był kontynuowany w odcinku Things Change piątego sezonu. Bestia pojawi się również w pełnometrażowym filmie animowanym Młodzi Tytani: Problem w Tokio (Teen Titans: Trouble in Tokyo). W oryginalnej wersji językowej głosu Bestii użyczył aktor Greg Cipes, natomiast w polskiej wersji językowej aktor Leszek Zduń.

#### Young Justice
- W pierwszym sezonie serialu animowanego Liga Młodych (Young Justice), pojawia się Garfield Logan, ale jeszcze bez mocy przemiany. Dopiero w drugim sezonie, noszącym nazwę Young Justice: Invasion, przedstawiono jego metaludzką formę, przypominającą małpę z chwytnym ogonem.w tej rzeczywistości (Ziemia-16) Beast Boy zyskał moce po tym jak od śmierci uratowała go Marsjanka podając mu swoją krew czego skutkiem ubocznym było właśnie uzyskanie mocy. Głosu Beast Boyowi użyczył Logan Grove, natomiast w polskiej wersji językowej – Wit Apostolakis-Gluziński.

#### Teen Titans Go!
- W serialu animowanym Młodzi Tytani: Akcja! (Teen Titans Go!), będącym komediowym spin-offem poprzedniego serialu, pojawia się jako podstawowy członek drużyny. Podobnie jak pozostali bohaterowie serialu, również Bestia został ukazany w bardziej dziecinny i humorystyczny sposób.

### Gry komputerowe
- W Teen Titans z 2005 roku na platformy: PlayStation 2, GameCube, Xbox, Game Boy Advance
- W Young Justice: Legacy z 2013 roku na platformy PlayStation 3, Xbox 360, Wii, Nintendo DS, Nintendo 3DS i Microsoft Windows
- W Lego Batman 3: Poza Gotham z 2014 roku na platformy: PlayStation 4, Xbox One, PlayStation 3, Xbox 360, WiiU, PlayStation Vita, Nintendo 3DS, iOS i Microsoft Windows